# ذا لي (باكينجهامشير)
ذا لی (باكينجهامشير) (بالإنجليزية: The Lee)‏ هي قرية وأبرشية مدنية تقع في المملكة المتحدة في إنجلترا. يقدر عدد سكانها بـ 698 نسمة .